# Savonnerie et parfumerie Bernard
La savonnerie et parfumerie Bernard était une entreprise française spécialisée dans la fabrication et la distribution de savon, pour l'hygiène du corps et l'entretien. Créée en 1836 et basée à Rezé, elle était surtout connue sous la marque Persavon.

## Histoire
En 1941, Clair Bernard, dont le grand-père travaillait à la savonnerie de la Loire, une des nombreuses fabriques de savon de Marseille installées au bord de la Loire que comptait la métropole nantaise au XIXe siècle, reprend la Savonnerie Nantaise, créée en 1915 et située quai Favre à Nantes. La savonnerie, détruite pendant la seconde guerre mondiale, est reconstruite en 1948 à Rezé, et prend le nom de Savonnerie Bernard. 
À la fin des années 1990, elle est la dernière et demeure l'un des principaux producteurs français de savon de Marseille (15 000 tonnes). C'est d'ailleurs le composant principal des produits lavants qu'elle commercialise (gel douche, shampooing, pastilles pour lave-vaisselle), notamment sous la marque Persavon, achetée à Colgate en 1991.
En 1999, la Savonnerie et parfumerie Bernard emploie 250 personnes à Rezé et possède également deux filiales, Nouvelle Savonnerie française, à Yainville (Seine-Maritime) qui emploie 102 salariés, et Lorraine Cosmétique à Lunéville (Meurthe-et-Moselle) qui travaille pour l'hôtellerie et de grandes marques.

## Dépôt de bilan
En février 2005, le groupe vend ses trois marques principales, Persavon, La Perdrix et Laboratoires Bernard, aux Laboratoires Vendôme. Le but est de développer ces marques tout en gardant l'exclusivité de la production. Mais les ventes s'effondrent et quelques mois plus tard, la savonnerie et parfumerie Bernard dépose le bilan. 75 salariés sur 124 sont licenciés dans l'usine de Rezé, qui arrête la fabrication de savons pour se recentrer sur le conditionnement ; La filiale NSF est vendue à l'entreprise française Unhycos .

## La renaissance
Les anciens associés créent en 2005 la société Bernard Cosmetics. Possédant toujours l'usine de Lunéville, elle commercialise la marque Ma Provence.
Le 1er février 2006, la savonnerie de Rezé est reprise avec 22 salariés par la société Savonnerie de l'Atlantique (SDA) qui relance l'activité de saponification, et grâce à la commercialisation réussie des marques La Cigale et Superclair et à la fabrication de marques distributeurs, emploie en 2009 40 salariés.
La marque Persavon enregistrée par l'INPI sous le numéro 149559 a fait l'objet d'une transmission totale de propriété numéro 477028 le 8 avril 2008 au profit de la société Alliance (Reims)